# Вентилятор (театр)
«Вентилятор» — напівпрофесійний естрадний театр, створений у Харкові у 1923 році; проіснував до 1933 року.
З 1927 року мав назву «Театр сучасної буфонади і естради „Вентилятор“». Програми театру складались з окремих естрадних номерів — скетчів, пародій, буфонад, інтермедій, ораторій («Червона Армія», «Десятий Жовтень») тощо. На діяльність театру мали вплив колективи «Синьої блузи».
У «Вентиляторі» розпочинали творчу кар'єру актори В. О. Галицький, О. І. Шнуров.